# Bruxelles-Ingooigem 1976
La Bruxelles-Ingooigem 1976, ventinovesima edizione della corsa, si svolse il 16 giugno su un percorso con arrivo a Ingooigem. Fu vinta dal belga Jos Jacobs della squadra Ijsboerke-Colnago davanti ai connazionali Serge Vandaele e Pol Verschuere.

## Ordine d'arrivo (Top 10)
| Pos. | Corridore              | Squadra                          | Tempo |
| ---- | ---------------------- | -------------------------------- | ----- |
| 1    | Jos Jacobs             | Ijsboerke-Colnago                |       |
| 2    | Serge Vandaele         | Maes Pils-Rokado                 |       |
| 3    | Pol Verschuere         | Flandria-Velda-W-VL Vleesbedrijf |       |
| 4    | José Vanackere         | Maes Pils-Rokado                 |       |
| 5    | Willem Peeters         | Ijsboerke-Colnago                |       |
| 6    | Raphael Constant       | Zoppas-Splendor-Sinalco          |       |
| 7    | Ronan De Meyer         | Ebo-Cinzia                       |       |
| 8    | Manuel Santos Castillo | Carlos                           |       |
| 9    | Patrick Lefevere       | Ebo-Cinzia                       |       |
| 10   | Ludo Peeters           | Ijsboerke-Colnago                |       |